# Pedro Vicente Acosta
Pedro Vicente Acosta (Santander (Colombia), 1922) fue un agresor sexual y asesino en serie colombiano, responsabilizado de la desaparición y  muerte de 4 menores de edad en el departamento de Santander. Sin embargo, en aquella época, las autoridades afirmaron que pudo cometer más asesinatos.
Apodado El Vampiro del 55 y El Vampiro de Bucaramanga, trabajaba como carpintero y albañil. Se le describía como una persona solitaria, misteriosa y de poco hablar. Al igual que muchos otros asesinos seriales, Pedro Vicente guardaba artículos de sus víctimas, entre ellas, prendas de vestir, pantalones y hasta golosinas.
Marcaba a sus víctimas en varias partes del cuerpo con palabras tipo «Pedro Vampiro 88» o «Vampiro-BIS 110». En aquel entonces, el Servicio de Inteligencia Colombiano (SIC) creía que la numeración era el número de personas asesinadas por Pedro Vicente, aunque nunca se pudo verificar este dato.
Debido a su prontuario delictivo fue declarado por el Instituto Central de Medicina de Bogotá como un «perverso instintivo de enorme peligro social».

## Crímenes
Los crímenes de El Vampiro del 55 empezaron en la década de 1950. Una primera víctima fue identificada como Pedro Pablo Rey, un menor de 5 años. El niño figuraba como desaparecido y fue encontrado muerto el 21 de febrero de 1955 producto de mordeduras en distintas partes de su cuerpo, además sufrió de agresiones sexuales; inicialmente se creyó que había muerto como consecuencias de varias agresiones con arma blanca. El niño tenía un escrito en el abdomen y en los muslos que decía «Pedro Vampiro 88»; estas palabras fueron escritas con un esfero de color morado.
Otro cadáver fue identificado como David, un menor de edad desaparecido y que fue encontrado el 22 de febrero de 1955 por unos niños en horas de la mañana, en inmediaciones al puente de la carrera 21 con calle 47 (Avenida La Rosita). Al frente de las investigaciones del suceso estuvo el Servicio de Inteligencia Colombiano (SIC) que afirmaron que el menor de edad presentaba lesiones y sangre, además de una hoja de papel sucia adherida a su ropa con las palabras «Vampiro-BIS 110». El médico forense que atendió el caso afirmó que este menor fue asesinado por medio de mordeduras y golpes, también presentaba una fractura de la segunda vértebra cervical. El impacto de este suceso fue tan grande que conmocionó a toda una región.
Otros dos menores de edad identificados como Gilberto Ramos y Jorge Cétares fueron reportados como desaparecidos en aquel tiempo. Los cuerpos nunca fueron encontrados pero sus muertes fueron relacionadas directamente por el mismo asesino de Pedro Pablo Rey y David (las 2 primeras víctimas). Con esto, se elevó a 4 la cifra de menores asesinados, lo que «causó pánico en los hogares bumangueses».

## Captura
El 22 de febrero en horas de la noche, un menor de edad informó sobre un caso de un extraño hombre que le ofreció unos juguetes. Este informó a las autoridades y empezaron a buscar al sujeto que fue capturado e identificado como Pedro Vicente de 33 años y que se dedicaba al trabajo de albañilería y carpintería. Fue capturado en un sector ubicado entre las calles 39 y 41 con carrera 21; se supo que anteriormente estuvo preso y que presentaba varios antecedentes por hurto, robo y abuso de confianza. En ese momento, las autoridades se percataron que presentaba un dibujo en su pecho en el que se describían dos puñales, además de arañazos. Las autoridades después allanaron su habitación y encontraron prendas de vestir, golosinas y pantalones con sangre.
Se supo que una vez recluido en la cárcel, sufrió de agresiones y torturas por parte de otros reos. Después fue remitido a un manicomio ya que fue declarado oficialmente como «perverso instintivo de enorme peligro social».
En abril de 1955, el Juzgado Segundo Superior declaró a Pedro Vicente como el auténtico Vampiro. Después de esto fue recluido en un calabozo en Bucaramanga donde permaneció por varios años.